# Луций Юлий Марин Цецилий Симплекс
Луций Юлий Марин Цецилий Симплекс (на латински: Lucius Iulius Marinus Caecilius Simplex) е политик на Римската империя през края на 1 и началото на 2 век по времето на император Траян.
Син е на Луций Юлий Марин, който e суфектконсул през 93 г. и легат на провинция Долна Мизия. Вероятно е внук или роднина на Гней Цецилий Симплекс (суфектконсул 69 г.).
Цецилий Симплекс e IVvir viarum curandarum около 78 г., военен трибун в IV Скитски легион, квестор pro praetore provinciae Macedoniae в Македония, aedilis plebis, претор около 87 г., легат pro praetore provinciae Cypri на провинция Кипър 88/89 г., легат на Витиния и Понт 89 г., curator viae Tiburtinae 91 г., легат на XI Клавдиев легион 96 г., легат Augusti pro praetore Lyciae et Pamphyliae на Ликия и Памфилия 96/97 – 98/99 г., проконсул в Ахая 99/100 г.
През 101 г. Цецилий Симплекс е вероятно суфектконсул заедно с Луций Арунций Стела.
От 91 г. е приет в колегията на арвалските братя.
Женен е за Юлия Тертула, дъщеря на Гай Юлий Корнут Тертул (суфектконсул 100 г.).